# Olivia Hofmann
Olivia Hofmann (* 8. August 1992) ist eine österreichische Sportschützin.

## Werdegang
Olivia Hofmann nahm für Österreich an den Olympischen Spielen 2016 im Sportschießen teil. Während sie in der Kategorie Luftgewehr 10 Meter in der Qualifikationsrunde scheiterte, schaffte sie in der Kategorie Sportgewehr Dreistellungskampf 50 Meter im Finale den 5. Platz und verpasste damit knapp an einer Medaille.
Bei den Europameisterschaften 2025 am Olympia-Wettkampfort Châteauroux in Frankreich eroberte sie im Juli 2025 die Team-Goldmedaille der Kategorie 50-m-Kleinkalibergewehr liegend gemeinsam mit Nadine Ungerank und Sheileen Waibel.

## Sonstiges
Hofmann studiert nebenbei Architektur.